# 新潟県道347号二分栃尾線
新潟県道347号二分栃尾線（にいがたけんどう347ごう にぶとちおせん）は、新潟県魚沼市から同県長岡市に至る一般県道である。

## 概要

### 路線データ
- 起点：新潟県魚沼市高倉字二分（新潟県道407号貫木穴沢線交点）
- 終点：新潟県長岡市大川戸字下平（国道290号交点）

## 通過する自治体
- 新潟県
  - 魚沼市 - 長岡市

## 接続する道路
- 新潟県道407号貫木穴沢線（起点：魚沼市高倉字二分）

この間冬季閉鎖区間あり（場所：魚沼市高倉字大平地内、距離：2.9km、期間：11月下旬～6月上旬、迂回路：なし）
この間未開通区間あり（魚沼市高倉字大平 - 長岡市栃堀）
この間冬季閉鎖区間あり（場所：長岡市栃堀地内、距離：5.3km、期間：11月下旬～5月下旬、迂回路：国道290号）
- 国道290号（終点：いずみ苑前交差点）

## 周辺
- 長岡市立東谷小学校
- 栃堀郵便局
- 越後ハーブ香園入広瀬
- とちおファミリースキー場
- 道の駅R290とちお
- 守門岳
- 西川
- 刈谷田川
- 刈谷田川ダム

## その他
- 路線名の「栃尾」は、終点付近の旧自治体名（新潟県栃尾市）に由来する。